# Pimen (metropolitano de Moscú)
Pimen, conocido como Pimen el Griego (ruso: Пимен Грек) fue Metropolitano de Moscú (técnicamente Metropolitano de Kiev y toda Rusia) entre 1382 y 1384. Era archimandrita del Monasterio Goritski en Pereslavl-Zaleski cuando el gran príncipe Dmitri Donskói lo envió a Constantinopla junto con su nominado para el metropolitanato, Mitiáy, para que fuera consagrado por el Patriarca Ecuménico. Mitiáy, algunas veces llamado Mijaíl, era un sacerdote secular y naméstnik (vicario) del metropolitano Alejo, así como pechátnik (guardián del sello) del gran príncipe.
Mitiáy, de todos modos, murió a la vista de Constantinopla y fue enterrado en Gálata, una posesión genovesa al norte del Cuerno de Oro. Pimen fue consagrado en su lugar, sin conocimiento del gran príncipe y posiblemente engañando al patriarca Nilo de Consantinopla (quizás para exonerarlo de cualquier complicidad en la acción), con cartas falsas del gran príncipe que pedían que lo consagraran a él. Se dice que la facción que representaban Mitiáy y Pimen buscaba una mayor independencia de la Iglesia Ortodoxa rusa. Donskói se enfadó mucho al oír estas noticias y juró no aceptarlo a la vuelta. De este modo, el metropolitanato de Pimen fue combatido desde su inicio, por lo que se acomplejó un poco.
Debe ser resaltado, que mientras tanto Cipriano era el metropolitano legal - ya que había sido nombrado metropolitano de Lituania y de la Rus Occidental, y sucedería en el metropolitanato de Kiev y toda Rus (que residía en Moscú desde 1325) a la muerte del metropolitano Alejo en 1378. Pese a ello, el gran príncipe no lo aceptaría hasta 1381, y solo por lo enfadado que estaba respecto a la consagración de Pimen. Donskói mandó al hegúmeno Fiódor del monasterio Símonovski a Kiev a traerle a Moscú en mayo de ese año. Cuando Pimen volvió a Rusia, fue arrestado por el gran príncipe y enviado a Chújloma en la región de Kostromá. Al enterarse el patriarca Nilo, excomulgó a Donskói e impuso un interdicto por el cual este debía deponer a Cipriano, quien sería culpado por el conflicto. Cipriano fue desterrado de Moscú en 1382 y a Pimen le permitieron volver y ocupar su cargo de metropolitano. Donskói cedió para evitar la excomunión y el interdicto, pero sus sentimiento internos no habían cambiado.
Pimen sería depuesto a su vez en 1384. El gran príncipe, todavía airado por la naturaleza ilegítima de la elección de Pimen, presentó cargos en su contra y lo envió a que respondiera de ellos ante el Patriarca en junio de 1384. Nilo, alegando ignorancia en el truco de Pimen para llegar a ser metropolitano, envió dos metropolitanos a Moscú para que investigaran. Dionisio de Súzdal, que se había opuesto a Pimen en 1382 (ya que él mismo albergaba esperanzadas de ser nombrado metropolitano) fue enviado también para sustituir a Pimen, pero en lugar de a Moscú fue a Kiev, a negociar con Cipriano. Este, que era arzobispo de Kiev, arrestó a Dionisio, quien moriría en su encierro en octubre de 1385. Pimen llegó a Constantinopla en mayo de 1385 a abogar por su caso. Poco después llegó Cipriano argumentando que él era el legítimo metropolitano. El Patriarca convocó un concilio para decidir el caso, pero fue aplazado por tres años, tiempo suficiente para que Donskói despidiera a los dos metropolitanos griegos que Nilo había enviado, y mandar él a su confesor Fiódor a defender la deposición de Pimen. Pimen volvió a Moscú en 1388, pero no se le permitiría recuperar su antiguo cargo, por lo que volvió al Imperio bizantino en abril de 1389 para apelar al Patriarca otra vez. Viviría en Calcedón hasta su muerte el 11 de septiembre de 1389, siendo enterrado en la iglesia de Juan el Bautista. Donskói había muerto el mayo anterior, y su hijo Basilio, finalmente aceptó a Cipriano como metropolitano de Moscú.